# Боттмінген
Боттмінген (нім. Bottmingen) — громада  в Швейцарії в кантоні Базель-Ланд, округ Арлесгайм.

## Географія
Громада розташована на відстані близько 65 км на північ від Берна, 13 км на захід від Лісталя.
Боттмінген має площу 3 км², з яких на 53,7% дозволяється будівництво (житлове та будівництво доріг), 26,5% використовуються в сільськогосподарських цілях, 18,5% зайнято лісами, 1,3% не є продуктивними (річки, льодовики або гори).

## Демографія
2019 року в громаді мешкало 6783 особи (+11% порівняно з 2010 роком), іноземців було 26,6%. Густота населення становила 2269 осіб/км².
За віковим діапазоном населення розподілялося таким чином: 20,3% — особи молодші 20 років, 55,4% — особи у віці 20—64 років, 24,3% — особи у віці 65 років та старші. Було 3002 помешкань (у середньому 2,2 особи в помешканні).
Із загальної кількості 1457 працюючих 46 було зайнятих в первинному секторі, 203 — в обробній промисловості, 1208 — в галузі послуг.